# Heckenhahn
Heckenhahn (mundartlich „Heckehon“) ist ein Ortsteil der Ortsgemeinde Asbach im Landkreis Neuwied im nördlichen Rheinland-Pfalz. Der Ort liegt im Naturpark Rhein-Westerwald und ist landwirtschaftlich geprägt.

## Geographie
Der Weiler liegt im Niederwesterwald etwa sechs Kilometer südöstlich des Hauptortes Asbach auf einer Anhöhe über dem Mehrbachtal. Östlich und südlich des Ortes liegt die Grenze zur Ortsgemeinde Rott im Landkreis Altenkirchen. Heckenhahn ist nur über die Kreisstraße 71 zu erreichen, die den Ort mit den Asbacher Ortsteilen Dasbach und Altenburg verbindet.

## Geschichte
Anders als die übrigen Ortsteile Asbachs gehörten Heckenhahn und Dasbach landesherrlich zur Grafschaft Sayn, später Sayn-Hachenburg, und zum Kirchspiel Flammersfeld. Im Jahre 1806 kam das Gebiet zum Herzogtum Nassau. Nachdem das das Kirchspiel Flammersfeld 1815 dem Königreich Preußen zugesprochen wurde, gehörte Heckenhahn zur Gemeinde Rott im damals neu gebildeten Kreis Altenkirchen im Regierungsbezirk Koblenz und wurde von der Bürgermeisterei Flammersfeld verwaltet. Nach einer Volkszählung aus dem Jahr 1885 hatte Heckenhahn 16 Einwohner, die in drei Häusern lebten.
Bis 1970 war Heckenhahn Teil der Gemeinde Rott. Zusammen mit Dasbach wurde der Ort aus dem Landkreis Altenkirchen aus- und in den Landkreis Neuwied eingegliedert und wurde zunächst Teil der Gemeinde Schöneberg. 1974 wurden die bis dahin eigenständige Gemeinde aufgelöst und die beiden Orte Dasbach und Heckenhahn der neu gebildeten Ortsgemeinde Asbach zugeordnet. 1987 zählte Heckenhahn 27 Einwohner.
Zwischen den beiden Orten Dasbach und Heckenhahn lag im 18. Jahrhundert der untergegangene „Hof Heckersberg“.